# 6978 Hironaka
A 6978 Hironaka (ideiglenes jelöléssel 1993 RD) a Naprendszer kisbolygóövében található aszteroida. Endate Kin és Vatanabe Kazuró fedezte fel 1993. szeptember 12-én.